# Manuel Arce Figueroa
Manuel Arce Figueroa, cuyo seudónimo era Marfil (Palmira, Valle del Cauca, 3 de octubre de 1909-Cali, Valle del Cauca, 17 de noviembre de 1987) fue un periodista y poeta colombiano.
Hasta 1985 continuó con sus escritos, incluyendo su último libro: La filosofía del improntus o la vocación de hacer poemas.

## Biografía
Fue hijo de Heliodoro Arce Barona (de Casa Barona Murcia, España) y de Mercedes Figueroa. Contrajo matrimonio con Irene Peña. Realizó los estudios de primaria en la escuela de los Hermanos Maristas; el bachillerato, en el colegio público Ricardo Cárdenas, de Palmira. Estudió derecho en la Universidad del Cauca, en Popayán. 
Prestó su servicio militar en el Batallón Pichincha, como soldado del ejército colombiano, entre 1929 y 1930. Fue llamado como reservista por el Batallón de Infantería Pichincha de la ciudad de Cali, para la Comisión del Sur, entre 1933 y 1934, sirviendo en la defensa de Colombia durante el conflicto colombo - peruano.

### Años 1940 y 1950
Posteriormente se dedicó a la política y la poesía, realizando ensayos literarios como La Violeta lustral y el poema de La visión de Roosevelt, entregado, en noviembre de 1946 al Consulado Americano en Cali, para su traducción al inglés y posteriormente, al presidente de los Estados Unidos. Fue corresponsal de prensa, en el gobierno del presidente Mariano Ospina Pérez. Desempeñó también cargos públicos, como los de personero, en el municipio de Dagua; Inspector de Policía, en Tienda Nueva; alcalde, en los municipios de Vijes, La Cumbre, Yotoco, entre otros. En noviembre de 1949, haciendo parte del Círculo de Cronistas, Eustaquio Palacios,  de Santiago de Cali, como socio fundador, emprendió viaje al sur del continente, a Ecuador, Perú y Chile. Buscaba también el reconocimiento de su obra lírica poética, entre la cual se encontraban sonetos como Maletica viajera, Al médico, Poema de la madrugada o La despedida de los niños moribundos; igualmente, poemas como La madre de la calle y Mi pipa, todos registrados en sus libros El viento entre las jarcias, Estrellas en el río, Un grito sin escolta. 
Arce Figueroa hizo sus presentaciones tanto en escenarios nacionales como internacionales. Se destaca el encuentro en el Ateneo de Santiago de Chile, en marzo de 1952, en el que recibió el elogio de Pablo Neruda por su Violeta Lustral. También tuvo un programa radial llamado "Páginas Literarias", en Radio Libertador, de Cali, en 1953. 
Durante un buen tiempo fue corresponsal del periódico El Heraldo, de Barranquilla. Fue nombrado Alcalde del Municipio de Yumbo, en 1957, por el Capitán de Corbeta, Óscar Herrera. En esta ciudad, fue miembro fundador del Cuerpo de Bomberos, siendo nombrado Teniente Honorario. En abril de 1959 es nombrado Juez de la República, en el Municipio de Florida. En esta época, participó en programas poéticos y literarios, en las emisoras la Voz de Cali y Armonías del Palmar.

### Años 1960 y 1970
Manuel Arce fue nombrado Alcalde, en el Municipio de Yotoco (1960), y en el Municipio de La Cumbre (1961) durante el gobierno del General Rojas Pinilla.
En junio de 1961 fue huésped ilustre de las ciudades de Tumaco, Ipiales y Pasto, donde se radicó hasta 1962. Allí continuó su programa de páginas literarias,  en las emisoras Ecos de Pasto y Emisora Mariana. Creó también el periódico más pequeño del mundo, llamado El Minuto, escrito en castellano y en inglés.
Regresó a Cali para el año de 1963, cuando comenzó la lucha por el reconocimiento a los excombatientes del conflicto colombo peruano. Se constituyó la Federación de Excombatientes del Conflicto Colombo Peruano (1966), en la cual se hizo merecedor al cargo de Presidente (1967). En Santiago de Cali, en el Paseo Bolívar, frente a la estatua del Libertador, recibió la bandera de Colombia, entregada por el Comandante, Coronel Guillermo Carrizosa Maldonado, como símbolo tanto del reconocimiento a las tropas que participaron, como del compromiso asumido por la nación para la entrega de las tierras por ellos solicitadas, en diferentes ciudades del País.
En los años siguientes vuelve a retomar el interés por el periodismo. Fue columnista en el diario Occidente, de Santiago de Cali. Escribía sobre personajes ilustres de la comarca vallecaucana y de otras latitudes, como Silvio Villegas, Raúl Echavarría Barrientos, José Manuel Rivas Sacconi, Héctor Fabio Varela, Elcías Martán Góngora y muchos otros. En julio de 1975, es invitado por la Unión libanesa cultural mundial, a participar en el concurso al mejor poema sobre el Líbano. Así nació “El Canto al Líbano”, con el cual no solo obtuvo el premio, sino también el reconocimiento por parte del Instituto Caro y Cuervo. En febrero de 1978 recibió su credencial como Periodista, por parte del Ministerio de Educación Nacional. Asimismo ocurrió con su “Oda a España,” por la cual la Asamblea Departamental del Valle del Cauca y la Gobernación del Departamento, en 1978, le otorgaron la medalla Ciudades Confederadas En mayo de 1978, el doctor Carlos Holguín Sardi, Gobernador, lo nombró como Miembro Principal de la Junta de autores y compositores vallecaucanos.  Posteriormente, en abril de 1979, le es entregada la medalla Gerardo Romero Restrepo (Paco España), durante el mandato del doctor Jaime Arizabaleta Calderón.
Nuevamente, ese compromiso social que siempre tuvo con sus conciudadanos lo llevó a impulsar y a crear su Semanario, en la ciudad de Buenaventura, al cual llamó Rómulo Obrero. En ese entonces, escribe el poema En un café nocturno, en homenaje a Buenaventura, en referencia al bar de doña Lola, tal como aconteció también con el poema sinfónico de Mi Pipa, concebido en una mesa de café, junto a Silvio Villegas, diagonal a la iglesia de Monguí, para transpirar con agrado la burbujeante espuma de los mares, en la inefable alegría de la mesa de café, como le diría Neruda a Manuel Arce Figueroa, en su carta de agradecimiento, por haber sido acogido en el calor de los sembrados de caña de azúcar, en Palmira.

### Fallecimiento
Manuel Arce dejó manuscritos que aún no han sido publicados. La víspera de su muerte, escribió el poema de La Paz. Falleció el 17 de noviembre de 1987 en la ciudad de Santiago de Cali, a raíz de una embolia pulmonar motivada por una cirugía.

## Premios
En 1984, Manuel Arce fue galardonado por haber escrito el soneto Medallón, dedicado a Cartagena, en homenaje a los años dorados del Reinado nacional de la belleza.